# Kroksjön (Håcksviks socken, Västergötland, 635358-134283)
Kroksjön är en sjö i Svenljunga kommun i Västergötland och ingår i Ätrans huvudavrinningsområde.